# Roncus siculus
Roncus siculus är en spindeldjursart som beskrevs av Beier 1963. Roncus siculus ingår i släktet Roncus och familjen helplåtklokrypare. Inga underarter finns listade i Catalogue of Life.